# 187 He Wrote
| Críticas profissionais | Críticas profissionais |
| Avaliações da crítica  | Avaliações da crítica  |
| Fonte                  | Avaliação              |
| ---------------------- | ---------------------- |
| Allmusic               | [ 1 ]                  |
| Entertainment Weekly   | (B)                    |
| RapReviews             | [ 3 ]                  |
| The Source             | [ 4 ]                  |
| Rolling Stone          | [ 5 ]                  |

187 He Wrote é o segundo álbum de estúdio do rapper Spice 1, lançado em 28 de Setembro de 1993 pela Jive Records. Chegou ao topo da Top R&B/Hip-Hop Albums e a décima posição da Billboard 200, tendo vendido 612,236 cópias até Agosto de 2005. Tem participações de MC Eiht, E-40, Havikk & Prodeje, Boss and Ant Banks.
Junto com os singles, video clipes foram produzidos para duas canções: "Dumpin' 'em in Ditches" e "The Murda Show", com MC Eiht.
A canção "Trigga Gots No Heart" foi originalmente ouvida no filme Menace II Society, e também foi lançada como single e video cliple para promover a trilha sonora do filme.
O álbum é considerado por fãs e críticos como um dos álbuns de gangsta rap mais influenciais de todos os tempos, e um dos melhores da Costa Oeste do hip hop já feito. O falecido rapper Tupac Shakur, que também era amigo de Spice 1 o chamou uma vez de "O álbum mais pesado já gravado".

## Lista de faixas
| #  | Título                             | Participação especial | Produtor         | Duração |
| -- | ---------------------------------- | --------------------- | ---------------- | ------- |
| 1  | "I'm the Fuckin' Murderer"         |                       | Prodeje          | 3:33    |
| 2  | "Dumpin' 'em in Ditches"           |                       | E-A-Ski & CMT    | 4:06    |
| 3  | "Gas Chamber"                      |                       | Too Short        | 3:18    |
| 4  | "187 He Wrote"                     |                       | Mentally Blunted | 4:51    |
| 5  | "Don't Ring the Alarm (The Heist)" | Boss, G-Nut           | Mentally Blunted | 4:04    |
| 6  | "Clip & the Trigga"                | Ant Banks,            | Ant Banks        | 5:21    |
| 7  | "Smoke 'em Like a Blunt"           |                       | Too Short        | 4:15    |
| 8  | "The Murda Show"                   | MC Eiht               | MC Eiht          | 4:27    |
| 9  | "380 on That Ass"                  | Havikk, Prodeje       | Prodeje          | 4:19    |
| 10 | "Mo' Mail"                         | E-40                  | Johnny Z         | 4:29    |
| 11 | "Runnin' Out da Crackhouse"        |                       | E-A-Ski & CMT    | 3:19    |
| 12 | "Trigga Gots No Heart"             |                       | E-A-Ski & CMT    | 3:08    |
| 13 | "Trigga Happy"                     |                       | DJ Xtra Large    | 3:12    |
| 14 | "RIP"                              |                       | E-A-Ski & CMT    | 3:38    |
| 15 | "All He Wrote"                     |                       | Mentally Blunted | 5:03    |

## Histórico nas paradas
Álbum
| Parada (1993)                           | Posição topo |
| --------------------------------------- | ------------ |
| E.U.A. Billboard 200                    | 10           |
| E.U.A. Billboard Top R&B/Hip-Hop Albums | 1            |

Singles
| Canção                   | Parada (1993)                            | Posição topo |
| ------------------------ | ---------------------------------------- | ------------ |
| "Dumpen' 'em in Ditches" | E.U.A. Billboard Hot Dance Singles Sales | 34           |
| "Dumpen' 'em in Ditches" | E.U.A. Billboard Hot R&B/Hip-Hop Songs   | 79           |
| Canção                   | Parada (1994)                            | Posição topo |
| "The Murda Show"         | E.U.A. Billboard Rap Songs               | 50           |